# Золотий кубок КОНКАКАФ 2013
Золотий кубок КОНКАКАФ 2013 (англ. 2013 CONCACAF Gold Cup) — 22-ий розіграш чемпіонату КОНКАКАФ (12-ий розіграш під найменуванням Золотий кубок КОНКАКАФ), організований КОНКАКАФ, що відбувся з 7 по 28 липня 2013 року.
Турнір проходив у США в 13 містах. Формат турніру залишався старим: 12 учасників були розбиті на три групи по чотири країни. До чвертьфіналів проходили по дві найкращі команди з кожної групи і дві кращих команди, що посіли третє місце.
Фінальний матч пройшов на стадіоні «Солджер Філд» у Чикаго, в якому господарі змагань здолали збірну Панами і кваліфікувались на перший Кубок КОНКАКАФ 2015 року, де мала зустрітись з переможцем  Золотого кубка КОНКАКАФ 2015 року за право представляти КОНКАКАФ на Кубку конфедерацій 2017 в Росії.
Один з головних грандів турніру збірна Мексики не включила у заявку на Золотий кубок значну частину основних гравців, оскільки вони брали участь у Кубку конфедерацій 2013 в Бразилії, який проходив напередодні. Незважаючи на це мексиканці успішно дісталися до півфіналу, де програли Панамі з рахунком 1:2.

## Кваліфікація
| Команда                                                                           | Місце у відборі  | Участей в турнірі | Кращий результат                                                  | Рейтинг ФІФА     |
| Північна Америка                                                                  | Північна Америка | Північна Америка  | Північна Америка                                                  | Північна Америка |
| --------------------------------------------------------------------------------- | ---------------- | ----------------- | ----------------------------------------------------------------- | ---------------- |
| Мексика                                                                           | —                | 20                | Переможець (1965, 1971, 1977, 1993, 1996, 1998, 2003, 2009, 2011) | 20               |
| США                                                                               | —                | 14                | Переможець (1991, 2002, 2005, 2007)                               | 22               |
| Канада                                                                            | —                | 14                | Переможець (1985, 2000)                                           | 88               |
| Центральна Америка — 5 команд, по результатам Центральноамериканського кубка 2013 |                  |                   |                                                                   |                  |
| Коста-Рика                                                                        | 1                | 17                | Переможець (1963, 1969, 1989)                                     | 39               |
| Гондурас                                                                          | 2                | 17                | Переможець (1981)                                                 | 55               |
| Сальвадор                                                                         | 3                | 14                | 2 місце (1963, 1981), чвертьфінал (2002, 2003, 2011)              | 94               |
| Беліз                                                                             | 4                | 1                 | Дебют                                                             | 130              |
| Панама                                                                            | 5                | 7                 | 2 місце (2005)                                                    | 51               |
| Карибські острови — 4 команди, за результатами Карибського кубка 2012             |                  |                   |                                                                   |                  |
| Куба                                                                              | 1                | 9                 | 4 місце (1971), чвертьфінал (2003)                                | 82               |
| Тринідад і Тобаго                                                                 | 2                | 14                | 2 місце (1973)                                                    | 87               |
| Гаїті                                                                             | 3                | 12                | Переможець (1973)                                                 | 69               |
| Мартиніка                                                                         | 4                | 4                 | Чвертьфінал (2002)                                                | —                |

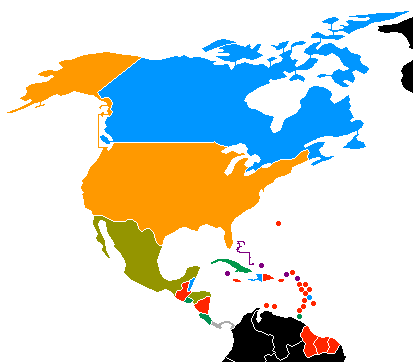
Чемпіон
Фіналіст
Півфіналісти
Чвертьфіналісти
Груповий етап
Не кваліфікувалися
Не брали участь
Не члени КОНКАКАФ

Учасники були розбиті на три групи по чотири команди в кожній. До чвертьфіналу вийшли дві перші команди з кожної групи, а також дві найкращі команди, що посіли треті місця.

## Стадіони
13 стадіонів, які прийматимуть матчі кубка, були оголошені 23 січня 2013 року. Кожна арена мала провести по два матчі, крім стадіону «Солджер-філд», який мав провести одну фінальну гру:
| Пасадена           | Арлінгтон | Денвер | Маямі-Ґарденс | Атланта             |
| ------------------ | --- | --- | --- | ------------------- |
| «Роуз Боул»        | «AT&T Стедіум» | «Спортс Ауторіті Філд» | «Хард Рок Стедіум» | «Джорджія Дом»      |
| Місткість: 92,542  | Місткість: 80,000 | Місткість: 76,125 | Місткість: 74,918 | Місткість: 71,228   |
| Група A            | Півфінали | Група A | Група B | Чвертьфінали        |
|                    | | | |                     |
| Балтимор           | Пасадена Сіетл Денвер Гаррісон Маямі-Ґарденс Х'юстон Портленд Санді Іст-Гартфорд Атланта Балтимор Арлінгтон ЧикагоЗолотий кубок КОНКАКАФ 2013 (США) | Пасадена Сіетл Денвер Гаррісон Маямі-Ґарденс Х'юстон Портленд Санді Іст-Гартфорд Атланта Балтимор Арлінгтон ЧикагоЗолотий кубок КОНКАКАФ 2013 (США) | Пасадена Сіетл Денвер Гаррісон Маямі-Ґарденс Х'юстон Портленд Санді Іст-Гартфорд Атланта Балтимор Арлінгтон ЧикагоЗолотий кубок КОНКАКАФ 2013 (США) | Сіетл               |
| «M&T Bank Стедіум» | Пасадена Сіетл Денвер Гаррісон Маямі-Ґарденс Х'юстон Портленд Санді Іст-Гартфорд Атланта Балтимор Арлінгтон ЧикагоЗолотий кубок КОНКАКАФ 2013 (США) | Пасадена Сіетл Денвер Гаррісон Маямі-Ґарденс Х'юстон Портленд Санді Іст-Гартфорд Атланта Балтимор Арлінгтон ЧикагоЗолотий кубок КОНКАКАФ 2013 (США) | Пасадена Сіетл Денвер Гаррісон Маямі-Ґарденс Х'юстон Портленд Санді Іст-Гартфорд Атланта Балтимор Арлінгтон ЧикагоЗолотий кубок КОНКАКАФ 2013 (США) | «Сенчурі Лінк Філд» |
| Місткість: 71,008  | Пасадена Сіетл Денвер Гаррісон Маямі-Ґарденс Х'юстон Портленд Санді Іст-Гартфорд Атланта Балтимор Арлінгтон ЧикагоЗолотий кубок КОНКАКАФ 2013 (США) | Пасадена Сіетл Денвер Гаррісон Маямі-Ґарденс Х'юстон Портленд Санді Іст-Гартфорд Атланта Балтимор Арлінгтон ЧикагоЗолотий кубок КОНКАКАФ 2013 (США) | Пасадена Сіетл Денвер Гаррісон Маямі-Ґарденс Х'юстон Портленд Санді Іст-Гартфорд Атланта Балтимор Арлінгтон ЧикагоЗолотий кубок КОНКАКАФ 2013 (США) | Місткість: 67,000   |
| Чвертьфінали       | Пасадена Сіетл Денвер Гаррісон Маямі-Ґарденс Х'юстон Портленд Санді Іст-Гартфорд Атланта Балтимор Арлінгтон ЧикагоЗолотий кубок КОНКАКАФ 2013 (США) | Пасадена Сіетл Денвер Гаррісон Маямі-Ґарденс Х'юстон Портленд Санді Іст-Гартфорд Атланта Балтимор Арлінгтон ЧикагоЗолотий кубок КОНКАКАФ 2013 (США) | Пасадена Сіетл Денвер Гаррісон Маямі-Ґарденс Х'юстон Портленд Санді Іст-Гартфорд Атланта Балтимор Арлінгтон ЧикагоЗолотий кубок КОНКАКАФ 2013 (США) | Група A             |
|                    | Пасадена Сіетл Денвер Гаррісон Маямі-Ґарденс Х'юстон Портленд Санді Іст-Гартфорд Атланта Балтимор Арлінгтон ЧикагоЗолотий кубок КОНКАКАФ 2013 (США) | Пасадена Сіетл Денвер Гаррісон Маямі-Ґарденс Х'юстон Портленд Санді Іст-Гартфорд Атланта Балтимор Арлінгтон ЧикагоЗолотий кубок КОНКАКАФ 2013 (США) | Пасадена Сіетл Денвер Гаррісон Маямі-Ґарденс Х'юстон Портленд Санді Іст-Гартфорд Атланта Балтимор Арлінгтон ЧикагоЗолотий кубок КОНКАКАФ 2013 (США) |                     |
| Чикаго             | Пасадена Сіетл Денвер Гаррісон Маямі-Ґарденс Х'юстон Портленд Санді Іст-Гартфорд Атланта Балтимор Арлінгтон ЧикагоЗолотий кубок КОНКАКАФ 2013 (США) | Пасадена Сіетл Денвер Гаррісон Маямі-Ґарденс Х'юстон Портленд Санді Іст-Гартфорд Атланта Балтимор Арлінгтон ЧикагоЗолотий кубок КОНКАКАФ 2013 (США) | Пасадена Сіетл Денвер Гаррісон Маямі-Ґарденс Х'юстон Портленд Санді Іст-Гартфорд Атланта Балтимор Арлінгтон ЧикагоЗолотий кубок КОНКАКАФ 2013 (США) | Іст-Гартфорд        |
| «Солджер-філд»     | Пасадена Сіетл Денвер Гаррісон Маямі-Ґарденс Х'юстон Портленд Санді Іст-Гартфорд Атланта Балтимор Арлінгтон ЧикагоЗолотий кубок КОНКАКАФ 2013 (США) | Пасадена Сіетл Денвер Гаррісон Маямі-Ґарденс Х'юстон Портленд Санді Іст-Гартфорд Атланта Балтимор Арлінгтон ЧикагоЗолотий кубок КОНКАКАФ 2013 (США) | Пасадена Сіетл Денвер Гаррісон Маямі-Ґарденс Х'юстон Портленд Санді Іст-Гартфорд Атланта Балтимор Арлінгтон ЧикагоЗолотий кубок КОНКАКАФ 2013 (США) | «Рентшлер Філд»     |
| Місткість: 61,500  | Пасадена Сіетл Денвер Гаррісон Маямі-Ґарденс Х'юстон Портленд Санді Іст-Гартфорд Атланта Балтимор Арлінгтон ЧикагоЗолотий кубок КОНКАКАФ 2013 (США) | Пасадена Сіетл Денвер Гаррісон Маямі-Ґарденс Х'юстон Портленд Санді Іст-Гартфорд Атланта Балтимор Арлінгтон ЧикагоЗолотий кубок КОНКАКАФ 2013 (США) | Пасадена Сіетл Денвер Гаррісон Маямі-Ґарденс Х'юстон Портленд Санді Іст-Гартфорд Атланта Балтимор Арлінгтон ЧикагоЗолотий кубок КОНКАКАФ 2013 (США) | Місткість: 40,000   |
| Фінал              | Пасадена Сіетл Денвер Гаррісон Маямі-Ґарденс Х'юстон Портленд Санді Іст-Гартфорд Атланта Балтимор Арлінгтон ЧикагоЗолотий кубок КОНКАКАФ 2013 (США) | Пасадена Сіетл Денвер Гаррісон Маямі-Ґарденс Х'юстон Портленд Санді Іст-Гартфорд Атланта Балтимор Арлінгтон ЧикагоЗолотий кубок КОНКАКАФ 2013 (США) | Пасадена Сіетл Денвер Гаррісон Маямі-Ґарденс Х'юстон Портленд Санді Іст-Гартфорд Атланта Балтимор Арлінгтон ЧикагоЗолотий кубок КОНКАКАФ 2013 (США) | Група C             |
|                    | Пасадена Сіетл Денвер Гаррісон Маямі-Ґарденс Х'юстон Портленд Санді Іст-Гартфорд Атланта Балтимор Арлінгтон ЧикагоЗолотий кубок КОНКАКАФ 2013 (США) | Пасадена Сіетл Денвер Гаррісон Маямі-Ґарденс Х'юстон Портленд Санді Іст-Гартфорд Атланта Балтимор Арлінгтон ЧикагоЗолотий кубок КОНКАКАФ 2013 (США) | Пасадена Сіетл Денвер Гаррісон Маямі-Ґарденс Х'юстон Портленд Санді Іст-Гартфорд Атланта Балтимор Арлінгтон ЧикагоЗолотий кубок КОНКАКАФ 2013 (США) |                     |
| Гаррісон           | Х'юстон | Портленд | Санді |                     |
| «Ред Булл Арена»   | «Компасс Стедіум» | «Джелд-Вен Філд» | «Ріо Тінто Стедіум» |                     |
| Місткість: 25,189  | Місткість: 22,039 | Місткість: 20,438 | Місткість: 20,213 |                     |
| Група B            | Група B | Група C | Група C |                     |
|                    | | | |                     |

## Арбітри
| Головні - Девід Гантар (Канада) - Джеффрі Соліс Кальдерон (Коста-Рика) - Уго Крус Альварадо (Коста-Рика) - Волтер Кесада (Коста-Рика) - Маркос Брея (Куба) - Хоель Агілар (Сальвадор) - Елмер Артуро Бонілья (Сальвадор) - Армандо Кастро Ов'єдо (Гондурас) - Ектор Родрігес (Гондурас) - Кортні Кемпбелл (Ямайка) - Марко Родрігес (Мексика) - Хав'єр Сантос (Пуерто-Рико) - Енріко Вейнгарде (Суринам) - Марк Гейгер (США) - Джейр Марруфо (США) | Асистенти - Філіп Брієр (Канада) - Джо Флетчер (Канада) - Октавіо Хара (Коста-Рика) - Вільям Торрес Мехія (Сальвадор) - Хуан Франсіско Сумба (Сальвадор) - Ерменеріто Леаль (Гватемала) - Крістіан Рамірес (Гондурас) - Рікардо Морган (Ямайка) - Гарнет Пейдж (Ямайка) - Маркос Кінтеро (Мексика) - Марвін Торрентера (Мексика) - Грем Браун (Сент-Кітс і Невіс) - Рамон Рікардо Луїсвілл (Суринам) - Ерік Боря (США) - Шон Марк Герд (США) |

## Склади команд
Кожна збірна мала зареєструвати команду з 23 гравців, 3 з яких повинні бути воротарями. Будь-яка команда, що вийшла у плей-оф могла замінити до чотирьох гравців в команді після завершення групового етапу. При цьому нові гравці повинні були виходити до попереднього списку з 35 гравців, обраних до початку турніру.

## Груповий етап
КОНКАКАФ оголосив групи, а також розклад матчів турніру 13 березня 2013 року.
На груповому етапі, якщо дві або більше команд отримали однакову кількість очок (в тому числі серед третіх місць команд у різних групах), місце команд мало визначатися таким чином:
- Краща різниця м'ячів у всіх матчах групового етапу
- Більша кількість забитих м'ячів у всіх матчах групи
- Більша кількість очок, набраних в матчі між командами (застосовується лише до визначення мість в кожній групі)
- Жеребкування

Для позначення часу використано Північноамериканський східний час (UTC−4)

### Група A
| Збірна    | М | В | Н | П | ГЗ | ГП | РГ | О |
| --------- | - | - | - | - | -- | -- | -- | - |
| Панама    | 3 | 2 | 1 | 0 | 3  | 1  | +2 | 7 |
| Мексика   | 3 | 2 | 0 | 1 | 6  | 3  | +3 | 6 |
| Мартиніка | 3 | 1 | 0 | 2 | 2  | 4  | −2 | 3 |
| Канада    | 3 | 0 | 1 | 2 | 0  | 3  | −3 | 1 |

| 7 липня 2013 17:30 |

| Канада | 0–1      | Мартиніка    |
| ------ | -------- | ------------ |
|        | Протокол | Реперн 90+3' |

| «Роуз Боул», Пасадена Глядачів: 56,822 Арбітр: Маркос Брея |

| 7 липня 2013 20:00 |

| Мексика      | 1–2      | Панама                   |
| ------------ | -------- | ------------------------ |
| Фабіан 45+2' | Протокол | Г. Торрес 7' (пен.), 48' |

| «Роуз Боул», Пасадена Глядачів: 56,822 Арбітр: Волтер Кесада |

| 11 липня 2013 20:30 |

| Панама               | 1–0      | Мартиніка |
| -------------------- | -------- | --------- |
| Г. Торрес 85' (пен.) | Протокол |           |

| «Сенчурі Лінк Філд», Сіетл Глядачів: 28,354 Арбітр: Армандо Кастро Ов'єдо |

| 11 липня 2013 23:00 |

| Мексика                          | 2–0      | Канада |
| -------------------------------- | -------- | ------ |
| Р. Хіменес 42' Фабіан 57' (пен.) | Протокол |        |

| «Сенчурі Лінк Філд», Сіетл Глядачів: 28,354 Арбітр: Хоель Агілар |

| 14 липня 2013 15:30 |

| Панама | 0–0      | Канада |
| ------ | -------- | ------ |
|        | Протокол |        |

| «Спортс Ауторіті Філд», Денвер Глядачів: 30,000 Арбітр: Волтер Кесада |

| 14 липня 2013 18:00 |

| Мартиніка           | 1–3      | Мексика                         |
| ------------------- | -------- | ------------------------------- |
| Парсемен 43' (пен.) | Протокол | Фабіан 21' Монтес 34' Понсе 90' |

| «Спортс Ауторіті Філд», Денвер Глядачів: 30,000 Арбітр: Марк Гейгер |

### Група B
| Збірна            | М | В | Н | П | ГЗ | ГП | РГ | О |
| ----------------- | - | - | - | - | -- | -- | -- | - |
| Гондурас          | 3 | 2 | 0 | 1 | 3  | 2  | +1 | 6 |
| Тринідад і Тобаго | 3 | 1 | 1 | 1 | 4  | 4  | 0  | 4 |
| Сальвадор         | 3 | 1 | 1 | 1 | 3  | 3  | 0  | 4 |
| Гаїті             | 3 | 1 | 0 | 2 | 2  | 3  | −1 | 3 |

| 8 липня 2013 19:00 |

| Сальвадор      | 2–2      | Тринідад і Тобаго       |
| -------------- | -------- | ----------------------- |
| Селая 22', 69' | Протокол | Деніел 11' К. Джонс 73' |

| «Ред Булл Арена», Гаррісон Глядачів: 20,000 Арбітр: Марко Родрігес |

| 8 липня 2013 21:30 |

| Гаїті | 0–2      | Гондурас                    |
| ----- | -------- | --------------------------- |
|       | Протокол | Р. Мартінес 4' М. Чавес 78' |

| «Ред Булл Арена», Гаррісон Глядачів: 20,000 Арбітр: Уго Крус Альварадо |

| 12 липня 2013 19:00 |

| Тринідад і Тобаго | 0–2      | Гаїті          |
| ----------------- | -------- | -------------- |
|                   | Протокол | Моріс 16', 53' |

| «Хард Рок Стедіум», Маямі-Ґарденс Глядачів: 28,713 Арбітр: Джеффрі Соліс Кальдерон |

| 12 липня 2013 21:30 |

| Гондурас     | 1–0      | Сальвадор |
| ------------ | -------- | --------- |
| Кларос 90+2' | Протокол |           |

| «Хард Рок Стедіум», Маямі-Ґарденс Глядачів: 28,713 Арбітр: Джейр Марруфо |

| 15 липня 2013 19:00 |

| Сальвадор | 1–0      | Гаїті |
| --------- | -------- | ----- |
| Селая 76' | Протокол |       |

| «Компасс Стедіум», Х'юстон Глядачів: 21,783 Арбітр: Хав'єр Сантос |

| 15 липня 2013 21:30 |

| Гондурас | 0–2      | Тринідад і Тобаго              |
| -------- | -------- | ------------------------------ |
|          | Протокол | К. Джонс 48' (пен.) Моліно 67' |

| «Компасс Стедіум», Х'юстон Глядачів: 21,783 Арбітр: Марко Родрігес |

### Група C
| Збірна     | М | В | Н | П | ГЗ | ГП | РГ  | О |
| ---------- | - | - | - | - | -- | -- | --- | - |
| США        | 3 | 3 | 0 | 0 | 11 | 2  | +9  | 9 |
| Коста-Рика | 3 | 2 | 0 | 1 | 4  | 1  | +3  | 6 |
| Куба       | 3 | 1 | 0 | 2 | 5  | 7  | −2  | 3 |
| Беліз      | 3 | 0 | 0 | 3 | 1  | 11 | −10 | 0 |

| 9 липня 2013 20:30 |

| Коста-Рика                     | 3–0      | Куба |
| ------------------------------ | -------- | ---- |
| Баррантес 52', 77' Арріета 71' | Протокол |      |

| «Джелд-Вен Філд», Портленд Глядачів: 18,724 Арбітр: Ельмер Бонілья |

| 9 липня 2013 23:00 |

| Беліз       | 1–6      | США                                                                |
| ----------- | -------- | ------------------------------------------------------------------ |
| Гейнейр 40' | Протокол | Вондоловскі 12', 37', 41' Голден 58' Ороско 72' Донован 76' (пен.) |

| «Джелд-Вен Філд», Портленд Глядачів: 18,724 Арбітр: Ектор Родрігес |

| 13 липня 2013 15:30 |

| США                                                  | 4–1      | Куба         |
| ---------------------------------------------------- | -------- | ------------ |
| Донован 45+2' (пен.) Корона 57' Вондоловскі 66', 85' | Протокол | Альфонсо 36' |

| «Ріо Тінто Стедіум», Санді Глядачів: 17,597 Арбітр: Девід Гантар |

| 13 липня 2013 18:00 |

| Коста-Рика    | 1–0      | Беліз |
| ------------- | -------- | ----- |
| Ейлі 49' (аг) | Протокол |       |

| «Ріо Тінто Стедіум», Санді Глядачів: 17,597 Арбітр: Енріко Вейнгарде |

| 16 липня 2013 17:30 |

| Куба                                | 4–0      | Беліз |
| ----------------------------------- | -------- | ----- |
| Мартінес 38', 61', 84' Маркес 90+3' | Протокол |       |

| «Рентшлер Філд», Іст-Гартфорд Глядачів: 25,432 Арбітр: Енріко Вейнгарде |

| 16 липня 2013 20:00 |

| США     | 1–0      | Коста-Рика |
| ------- | -------- | ---------- |
| Шей 82' | Протокол |            |

| «Рентшлер Філд», Іст-Гартфорд Глядачів: 25,432 Арбітр: Кортні Кемпбелл |

### Відбір кращих третіх місць
| Команда   | І | В | Н | П | ЗМ | ПМ | РМ | О |
| --------- | - | - | - | - | -- | -- | -- | - |
| Сальвадор | 3 | 1 | 1 | 1 | 3  | 3  | 0  | 4 |
| Куба      | 3 | 1 | 0 | 2 | 5  | 7  | −2 | 3 |
| Мартиніка | 3 | 1 | 0 | 2 | 2  | 4  | −2 | 3 |

## Плей-оф
У матчах плей-оф при рівному рахунку в кінці основного часу гри, призначався додатковий час (два тайми по 15 хвилин кожен). У випадку, коли після цього рахунок залишався рівним, призначались післяматчеві пенальті для визначення переможців.
|  | Чвертьфінали        | Чвертьфінали         |                      |   | Півфінали | Півфінали |  |  | Фінал | Фінал |
|  |                     |                      |                      |   |           |           |  |  |       |       |
|  | 20 липня — Атланта  |                      |                      |   |           |           |  |  |       |       |
|  |                     |                      |                      |   |           |           |  |  |       |       |
|  | Мексика             | 1                    |                      |   |           |           |  |  |       |       |
|  | Мексика             | 1                    | 24 липня — Арлінгтон |   |           |           |  |  |       |       |
|  | Тринідад і Тобаго   | 0                    |                      |   |           |           |  |  |       |       |
|  | Тринідад і Тобаго   | 0                    | Мексика              | 1 |           |           |  |  |       |       |
|  | 20 липня — Атланта  |                      | Мексика              | 1 |           |           |  |  |       |       |
|  |                     | Панама               | 2                    |   |           |           |  |  |       |       |
|  | Панама              | Панама               | 2                    | 6 |           |           |  |  |       |       |
|  | Панама              |                      | 28 липня — Чикаго    | 6 |           |           |  |  |       |       |
|  | Куба                | 1                    |                      |   |           |           |  |  |       |       |
|  | Куба                | 1                    | Панама               | 0 |           |           |  |  |       |       |
|  | 21 липня — Балтимор |                      | Панама               | 0 |           |           |  |  |       |       |
|  |                     | США                  | 1                    |   |           |           |  |  |       |       |
|  | Гондурас            | США                  | 1                    | 1 |           |           |  |  |       |       |
|  | Гондурас            | 24 липня — Арлінгтон |                      | 1 |           |           |  |  |       |       |
|  | Коста-Рика          | 0                    |                      |   |           |           |  |  |       |       |
|  | Коста-Рика          | 0                    | Гондурас             | 1 |           |           |  |  |       |       |
|  | 21 липня — Балтимор |                      | Гондурас             | 1 |           |           |  |  |       |       |
|  |                     | США                  | 3                    |   |           |           |  |  |       |       |
|  | США                 | США                  | 3                    | 5 |           |           |  |  |       |       |
|  | США                 |                      |                      | 5 |           |           |  |  |       |       |
|  | Сальвадор           | 1                    |                      |   |           |           |  |  |       |       |
|  | Сальвадор           | 1                    |                      |   |           |           |  |  |       |       |

### Чвертьфінали
| 20 липня 2013 15:30 |

| Панама                                                                  | 6–1      | Куба         |
| ----------------------------------------------------------------------- | -------- | ------------ |
| Г. Торрес 25' (пен.), 37' К. Родрігес 68' Б. Перес 78', 88' Хіменес 85' | Протокол | Альфонсо 21' |

| «Джорджія Дом», Атланта Глядачів: 54,229 Арбітр: Марк Гейгер |

| 20 липня 2013 18:30 |

| Мексика        | 1–0      | Тринідад і Тобаго |
| -------------- | -------- | ----------------- |
| Р. Хіменес 84' | Протокол |                   |

| «Джорджія Дом», Атланта Глядачів: 54,229 Арбітр: Хоель Агілар |

| 21 липня 2013 16:00 |

| США                                                           | 5–1      | Сальвадор        |
| ------------------------------------------------------------- | -------- | ---------------- |
| Гудсон 21' Корона 29' Е. Джонсон 60' Донован 78' Діскеруд 83' | Протокол | Селая 39' (пен.) |

| «M&T Bank Стедіум», Балтимор Глядачів: 70,540 Арбітр: Енріко Вейнгарде |

| 21 липня 2013 19:00 |

| Гондурас  | 1–0      | Коста-Рика |
| --------- | -------- | ---------- |
| Нахар 49' | Протокол |            |

| «M&T Bank Стедіум», Балтимор Глядачів: 70,540 Арбітр: Кортні Кемпбелл |

### Півфінали
| 24 липня 2013 19:00 |

| США                             | 3–1      | Гондурас   |
| ------------------------------- | -------- | ---------- |
| Е. Джонсон 11' Донован 27', 53' | Протокол | Медіна 52' |

| «AT&T Стедіум», Арлінгтон Глядачів: 81,410 Арбітр: Волтер Кесада |

| 24 липня 2013 22:00 |

| Панама                     | 2–1      | Мексика    |
| -------------------------- | -------- | ---------- |
| Б. Перес 13' Р. Торрес 61' | Протокол | Монтес 26' |

| «AT&T Стедіум», Арлінгтон Глядачів: 81,410 Арбітр: Кортні Кемпбелл |

### Фінал
| 28 липня 2013 16:00 |

| США     | 1–0      | Панама |
| ------- | -------- | ------ |
| Шей 69' | Протокол |        |

| «Солджер-філд», Чикаго Глядачів: 57,920 Арбітр: Хоель Агілар |

## Нагороди
| Золотий кубок КОНКАКАФ 2013 |
| --------------------------- |
| США 5-й титул               |

| Найкращі бомбардири:                            | Найцінніший гравець : | Найкращий голкіпер: | Нагорода Fair Play: |
| ----------------------------------------------- | --------------------- | ------------------- | ------------------- |
| Габрієль Торрес Кріс Вондоловскі Лендон Донован | Лендон Донован        | Хайме Пенедо        | Панама              |

## Бомбардири
5 м'ячів
| - Габрієль Торрес | - Лендон Донован | - Кріс Вондоловскі |

4 м'ячі
- Родольфо Селая

3 м'ячі
| - Аріель Мартінес | - Марко Фабіан | - Блас Перес |

2 м'ячі
| - Жан-Ед Моріс - Мікаель Баррантес - Хосе Сіпріан Альфонсо | - Рауль Хіменес - Луїс Монтес - Джо Корона | - Едді Джонсон - Брек Шей - Кенвайн Джонс |

1 м'яч
| - Іан Гейнейр - Марвін Чавес - Хорхе Кларос - Роні Мартінес - Нері Медіна - Енді Нахар - Хайро Аррієта | - Єньєр Маркес - Кевін Парсемен - Фабріс Реперн - Мігель Понсе - Хайро Хіменес - Карлос Родрігес - Роман Торрес | - Міккель Діскеруд - Кларенс Гудсон - Стюарт Голден - Майкл Ороско - Кеон Деніел - Кевін Моліно |

Автоголи
- Далтон Ейлі (проти Коста-Рики)

## Підсумкова таблиця
| Поз | Команда           | І | В | Н | П | ГЗ | ГП | РГ  | О  | Результат                   |
| --- | ----------------- | - | - | - | - | -- | -- | --- | -- | --------------------------- |
| 1   | США (H)           | 6 | 6 | 0 | 0 | 20 | 4  | +16 | 18 | Чемпіон                     |
| 2   | Панама            | 6 | 4 | 1 | 1 | 11 | 4  | +7  | 13 | Фіналіст                    |
| 3   | Мексика           | 5 | 3 | 0 | 2 | 8  | 5  | +3  | 9  | Півфіналісти                |
| 4   | Гондурас          | 5 | 3 | 0 | 2 | 5  | 5  | 0   | 9  | Півфіналісти                |
|     |                   |   |   |   |   |    |    |     |    |                             |
| 5   | Коста-Рика        | 4 | 2 | 0 | 2 | 4  | 2  | +2  | 6  | Вилетіли у чвертьфіналі     |
| 6   | Тринідад і Тобаго | 4 | 1 | 1 | 2 | 4  | 5  | −1  | 4  | Вилетіли у чвертьфіналі     |
| 7   | Сальвадор         | 4 | 1 | 1 | 2 | 4  | 8  | −4  | 4  | Вилетіли у чвертьфіналі     |
| 8   | Куба              | 4 | 1 | 0 | 3 | 6  | 13 | −7  | 3  | Вилетіли у чвертьфіналі     |
|     |                   |   |   |   |   |    |    |     |    |                             |
| 9   | Гаїті             | 3 | 1 | 0 | 2 | 2  | 3  | −1  | 3  | Вилетіли на груповому етапі |
| 10  | Мартиніка         | 3 | 1 | 0 | 2 | 2  | 4  | −2  | 3  | Вилетіли на груповому етапі |
| 11  | Канада            | 3 | 0 | 1 | 2 | 0  | 3  | −3  | 1  | Вилетіли на груповому етапі |
| 12  | Беліз             | 3 | 0 | 0 | 3 | 1  | 11 | −10 | 0  | Вилетіли на груповому етапі |

## Телетранслятори
- Бразилія: SporTV
- Коста-Рика: Teletica Canal 7, Repretel
- Канада: Sportsnet World
- Сальвадор: TCS Canal 4
- Гаїті: RTNH, RTVC
- Гондурас: Telesistema, MegaTV
- Гонконг: Cable TV Hong Kong
- Ірландія: ESPN
- Ізраїль: Sport 2
- Латинська Америка: Gol TV Latinoamérica
- Мексика: Televisa, TV Azteca,
- Панама: RPC-TV, TVMax
- Португалія: Sport TV
- Іспанія: Gol Televisión
- Велика Британія: ESPN
- США: Fox, Fox Soccer, Univision[11]